# 内田明理
内田 明理（うちだ あかり、男性、1969年 - ）は、ユークス所属のゲームデザイナー。かつてはコナミデジタルエンタテインメントでラブプラスプロダクション・シニアプロデューサー等を務めていた。

## 人物
1993年、コナミに入社。知育玩具「グラフィックコンピュータ・ピクノ」用ソフトの開発やゲームプログラマを経てディレクターに転身。
ときめきメモリアル Girl's Sideシリーズ、ラブプラスシリーズ等の開発に携わり、ラブプラスシリーズのファンからはお義父さん（おとうさん）、Girl's Sideシリーズのファンからは内Pの愛称で呼ばれる。
2010年12月23日にコナミデジタルエンタテインメント内の社内プロダクション「ラブプラスプロダクション」を立ち上げる。
2015年3月15日にコナミデジタルエンタテインメントを退社しラブプラスプロダクションも解散。その後、ランブルローズの縁でユークスに入社。

## 作品
- がんばれゴエモン〜宇宙海賊アコギング〜（1996年3月22日、PS）プログラマー
- ハイパーオリンピック イン ナガノ（1997年12月18日、PS）ゲームプログラム
- Dance Dance Revolution（1999年4月10日、PS）プログラマー

### ときめきメモリアル Girl's Sideシリーズ
- ときめきメモリアル Girl's Side（2002年6月20日、PS2）企画原案・脚本、ディレクター
- ときめきメモリアル Girl's Side 2nd Kiss（2006年8月3日、PS2）企画原案、シナリオ監修、プロデューサー
- ときめきメモリアル Girl's Side 1st Love（2007年3月15日、DS）
- ときめきメモリアル Girl's Side 2nd Season（2008年2月14日、DS）プロデューサーほか
- ときめきメモリアル Girl's Side 1st Love Plus（2009年3月12日、DS）プロデューサーほか
- ときめきメモリアル Girl's Side 3rd Story（2010年6月24日、DS）企画、シナリオ、プロデューサー
- ときめきメモリアル Girl's Side Premium 〜3rd Story〜（2012年3月15日、PSP）企画、シナリオ、シニアプロデューサー

### ランブルローズシリーズ
- ランブルローズ（2005年2月17日、PS2）ゼネラルプロデューサー
- ランブルローズXX（2006年3月30日、Xbox 360）トータルプロデューサー

### とんがりボウシシリーズ
- とんがりボウシと魔法の365にち（2008年11月13日、DS）
- とんがりボウシと魔法のお店（2010年11月11日、DS）
- とんがりボウシとおしゃれな魔法使い（2011年12月10日、DS）
- とんがりボウシと魔法の町（2012年12月20日、3DS）

### ラブプラスシリーズ
- ラブプラス（2009年9月3日、DS）プロデューサー、シナリオ
- ラブプラス+（2010年6月24日、DS）プロデューサー、シナリオ
- NEWラブプラス（2012年2月14日、3DS）シニアプロデューサー、シナリオ
- ラブプラス コレクション（2013年4月8日、GREE: iOS, Android）
- NEWラブプラス+（2014年3月27日、3DS）シニアプロデューサー、シナリオ

### スマートフォンアプリ
- ときめきレストラン☆☆☆（2013年3月14日、iOS／Android）シニアプロデューサー